# Bernardino Batista
Bernardino Batista est une ville brésilienne du nord-ouest de l'État de la Paraíba.
Sa population était estimée à 3 164 habitants en 2007. La municipalité s'étend sur 51 km2.